# Oleksandr Markewytsch

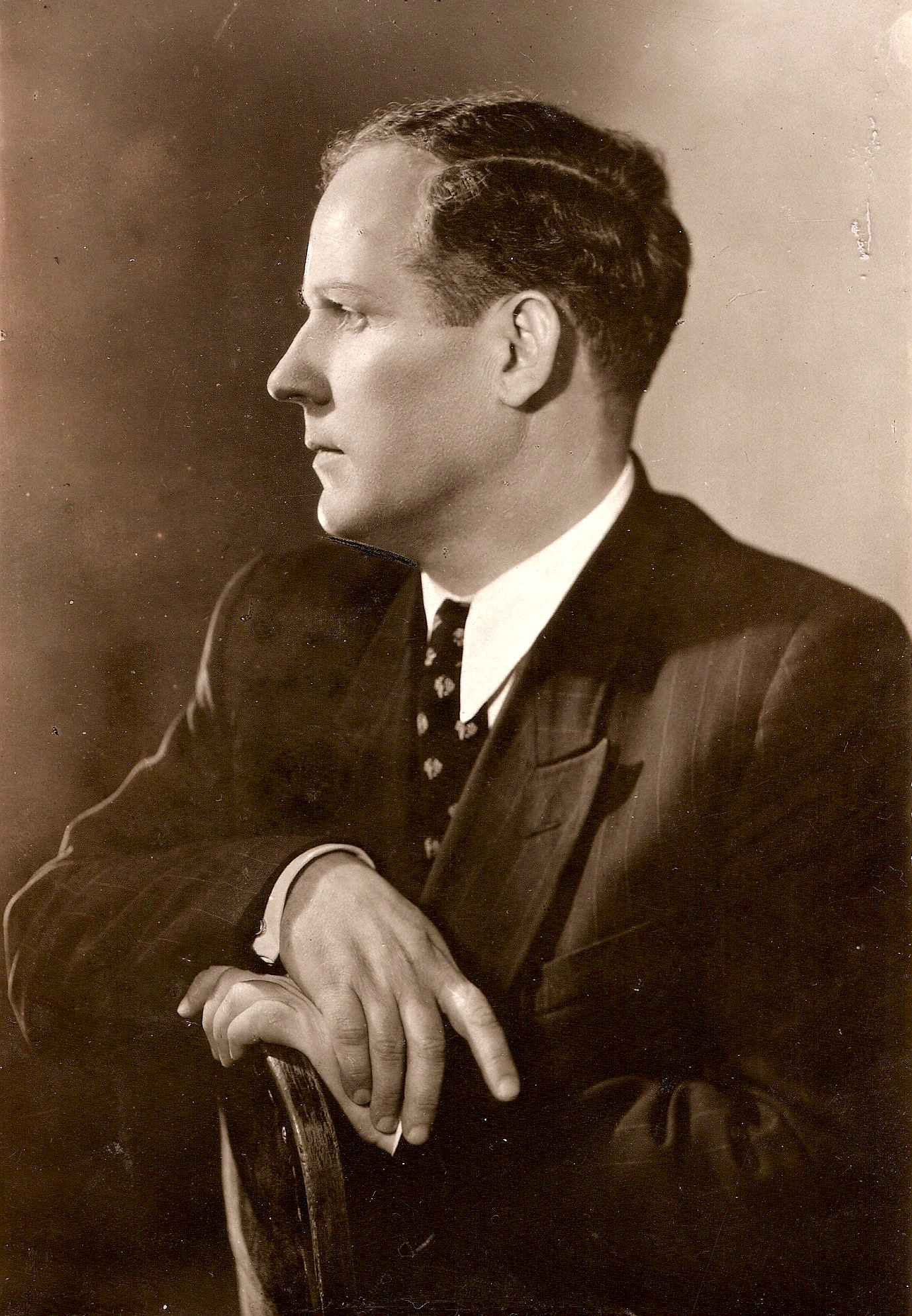
Oleksandr Markewytsch

Oleksandr Prokopowytsch Markewytsch (ukrainisch; * 6. Märzjul. / 19. März 1905greg. in Ploske, Gouvernement Kiew, Russisches Kaiserreich; † 23. April 1999 in Kiew, Ukraine) war ein ukrainisch-sowjetischer Zoologe.

## Leben
Oleksandr Markewytsch kam als fünftes Kind einer religiösen Großfamilie in dem Dorf Ploske im heute ukrainischen Rajon Bila Zerkwa zur Welt, wo er von Kind an zur Arbeit herangezogen wurde. Als Ausgleich dazu las er viel, sodass er sich bildete und er zwischen 1921 und 1925 an der Pädagogischen Fachschule in Bila Zerkwa studieren konnte. Danach arbeitete er zunächst als Lehrer und ab 1926 studierte er, nach erfolgreicher Prüfung, an der biologischen Fakultät des Höheren Instituts für Erziehungswissenschaft, (heute Universität Kiew).
Nachdem er 1930 das Studium erfolgreich abgeschlossen hatte, ging er als Doktorand an die Fakultät für Parasitologie des Institut für Ichthyologie in Leningrad und arbeitete so im besten Labor des Landes für Parasitologie unter Leitung des Zoologen Walentin Alexandrowitsch Dogel (Валентин Александрович Догель, 1882–1955).
Am 16. November 1931 verteidigte seine Dissertation und von 1931 an lehrte er über „Fischkrankheiten“ am Leningrader Fisch- und Industriekollege. 1933 wurde er Assistenz-Professor am Leningrader Institut für Chemische und technologische Lebensmittelindustrie und ab 1934 war er dort als Professor für Biologie tätig, sodass er 1935, auf Grund der Gesamtheit seiner wissenschaftlichen Arbeiten, vom wissenschaftlichen Rat der Staatlichen Universität Leningrad die Promotion in biologischen Wissenschaften erhielt.
Im Frühjahr 1935 kehrte Oleksandr Markewytsch auf Einladung von Professor Schmalhausen nach Kiew zurück und wurde Professor und Leiter des Instituts für Zoologie der Akademie der Wissenschaften der Ukrainischen SSR. Diese Position behielt er bis 1960.
Während des „Großen Vaterländischen Krieges“ wurde er mit dem Institut nach Ufa evakuiert und nach dem Krieg war er von 1945 bis 1950 Leiter der Abteilung für Parasitologie und invasive Erkrankungen am Kiewer Veterinären Institut der Universität Kiew, (heute die Veterinärmedizinische Fakultät der Nationalen Landwirtschaftlichen Universität).
1957 wurde er Akademiemitglied der Ukrainischen Akademie der Wissenschaften.
Markewytsch starb 94-jährig in Kiew und wurde dort auf dem Baikowe-Friedhof bestattet.

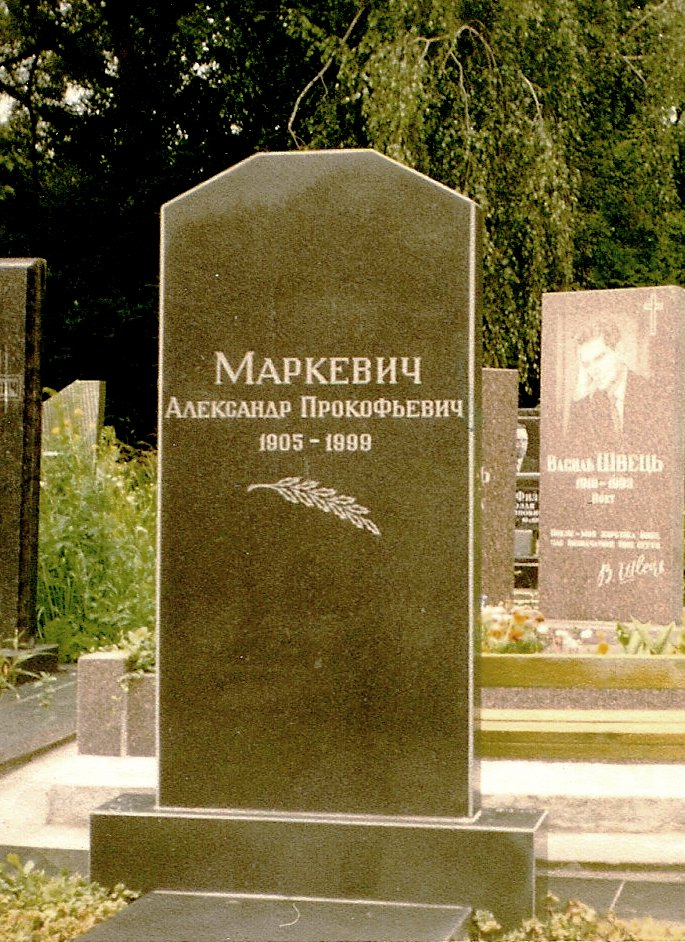
Markewytschs Grabstein auf dem Baikowe-Friedhof in Kiew

## Werk
Oleksandr Markewytsch schrieb mehr als 700 wissenschaftliche Publikationen, darunter 25 Bücher über die Untersuchung von Phänomenen der Parasitologie und über Krankheiten von Fischen und Wirbellosen.

## Ehrungen
Oleksandr Markewytsch war Mitglied mehrerer wissenschaftlicher Gesellschaften und erhielt zahlreiche Auszeichnungen, darunter:
- 1954 den Orden des Roten Banners der Arbeit
- 1965 Verdienter Wissenschaftler der USSR
- 1968 das Ehrenzeichen der Sowjetunion
- 1988 den Staatspreis für Wissenschaft und Technik der USSR